# Red Flag – Alaska

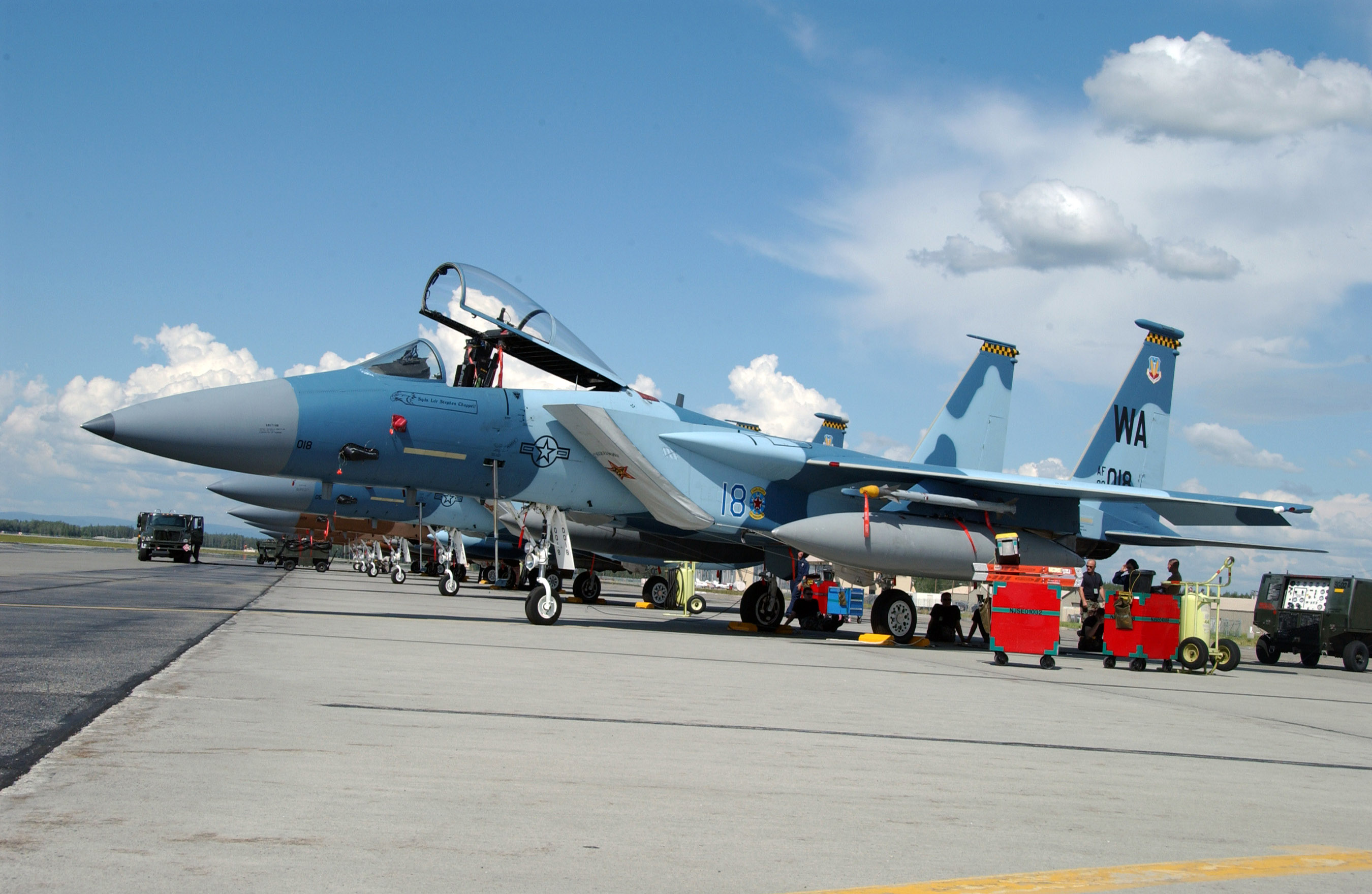
En F-15 Eagle under övningen Red Flag – Alaska.

Red Flag – Alaska är en återkommande amerikansk militärövning i Alaska. Det är en flygstridsövning som pågår i tio dagar och äger rum vid Eielson Air Force Base och Elmendorf Air Force Base. 
Ursprungligen kallades denna övning Cope Thunder och ägde rum vid Clark Air Base i Filippinerna. Efter vulkanen Pinatubos utbrott 1991 flyttades Cope Thunder 1992 till Alaska och 2006 fick den sitt nuvarande namn, Red Flag – Alaska.